# Paddy Reilly
Patrick 'Paddy' Reilly (født 18. oktober 1939) er en irsk folkemusiker og guitarist. Han var medlem af folkemusikgruppen The Dubliners fra 1996-2005.
Han blev født i Rathcoole, County Dublin i Irland. Begge hans forældre var, efter eget udsagn, gode sangere, og de lærte ham en del sange. Reilly har også brugt meget af Ewan McColls materiale. Han begyndte, at synge offentligt i en lounge for kunderne i The Embankment. Han blev opfordret til at optræde i Ballad Lounge i stedet af Mick McCarthy, da han mente, at han ville gøre sig godt der. Siden da er Paddy Reilly blevet kendt som en af Irlands bedste "balladeers". I sin næsten 30 år lange solokarriere har han turneret i både Irland, USA og Australien.
Han er særlig kendt for sine udgaver af "The Fields of Athenry" og "The Town I Loved So Well", som er skrevet af Phil Coulter. Reilly udgav sin version af "The Fields of Athenry" som single i 1983, og det var den mest succesfulde version af sangen, idet den var på Irish charts i 72 uger. Han havde succes med nummeret "Flight of Earls", skrevet af Liam Reilly (ingen relation), der nåede førstepladsen af den irske singlehitliste i 1988.
Efter Ronnie Drew forlod The Dubliners i 1995, blev Reilly spurgt, om han ville blive en del af bandet i 1996. Inden da havde han spillet med bandet i kortere perioder i stedet for både Ronnie Drew, da han blev syg i 1967, og senere Luke Kelly, da han blev syg. Reilly var forsanger sammen med Seán Cannon og spillede guitar. Han forlod The Dubliners igen i 2005 og blev erstattet af Patsy Watchorn. Han flyttede til New York, hvor han ejer flere pubs bl.a. "Paddy Reilly's Music Pub".
Tidligere ejede han også pubben "Paddy Reilly's" på 29th Street and 2nd Avenue, men den solgte han til sin tidligere partner Steve Duggan.
Paddy Reilly har boet Naples, Florida, men er i dag flyttet tilbage til Irland.

## Diskografi
Paddy Reilly har udgivet en lang række soloalbummer, medvirket på albummer med The Dubliners og været gæsteoptrædende.

### Solo
- 1971 The Life of Paddy Reilly
- 1972 Paddy Reilly at Home
- 1975 The Town I Loved So Well
- 1980 Green Shamrock Shore
- 1982 The Fields of Athenry
- 1983 Live på RTÉ
- 1984 The Old Refrain
- 1985 Greatest Hits Live
- 1986 Paddy Reilly's Ireland
- 1987 Come Back Paddy Reilly
- 1988 Paddy Reilly Now
- 1990 Sings the Songs of Ewan MacColl
- 1991 Gold and Silver Days
- 2003 Come Back Paddy Reilly (ikke den samme som Come Back Paddy Reilly fra 1987)

### Genudgivelser
- 1993 Paddy Reilly Live – genudgivelse af albummet Live fra 1983
- 1996 Live in Concert – genudgivelse af albummet Greatest Hits Live fra 1985
- 2003 Live In Concert – genudgivelse af albummet Greatest Hits Live fra 1985
- 2003 The Gold And Silver Days – genudgivelse af albummet Gold and Silver Days fra 1991
- 2003 32 Countries Of Ireland In Song – genudgivelse af albummet Paddy Reilly's Ireland fra 1986
- 2003 The Songs Of Ewan MacColl – genudgivelse af Sings the Songs of Ewan MacColl fra 1990
- 2003 The Best Of Irish Folk: Paddy Riley Sings the Songs Of Ewan MacColl – genudgivelse af Sings the Songs of Ewan MacColl fra 1990
- 2003 Missing You – genudgivelse af Come Back Paddy Reilly fra 1987
- 2005 The Fields of Athenry – genudgivelse af albummet The Fields of Athenry fra 1982
- 2005 Live in Concert – genudgivelse af albummet Greatest Hits Live fra 1985
- 2006  At The National Stadium Dublin – genudgivelse af albummet Greatest Hits Live fra 1985
- 2007 Paddy Reilly Live – genudgivelse af albummet Live fra 1983
- 2007 The Paddy Reilly Trilogy – Legends of Irish Folk – genudgivelse af albummerne The Life Of Paddy Reilly (1971), The Town I Loved So Well (1975) og The Fields Of Athenry (1982) i én boks
- 2009 The Fields of Athenry – – genudgivelse af albummet The Fields of Athenry fra 1982 som digitalt download
- 2009 Greatest Hits Live – genudgivelse af albummet Greatest Hits Live fra 1985
- 2010 At The National Stadium Dublin – genudgivelse af albummet Live fra 1983
- 2011 The Fields of Ireland – genudgivelse af albummet Live fra 1983 som digitalt download
- 2011 The Balladeer – genudgivelse af albummet Live fra 1983 som digitalt download

### Opsamlingsalbummer
- 1988 20 Golden Irish Ballads
- 1992 The Very Best Of Paddy Reilly
- 1996 16 Emerald Classics Vol 1
- 1996 16 Emerald Classics Vol 2
- 1997 Celtic Collections: Paddy Reilly
- 2002 The Paddy Reilly Collection
- 2003 The Best Of Paddy Reilly
- 2010 The Essential Paddy Reilly Collection

### Med The Dubliners
- 1996 Further Along
- 1997 Alive Alive-O
- 2002 40 Years
- 2002 40 Years: Live From The Gaiety
- 2002 40 Years: Live From The Gaiety – DVD

### Singler
- 1971 "Irish Soldier Boy" / "Sam Hall"
- 1974 "The Town I Loved So Well" / "The Flower of Sweet Strabane"
- 1974 "The Town I Loved So Well" / "What Colour Is God's Skin"
- 1980 "Dancing At Whitsun" / "Shamrock Shore"
- 1981 "Scorn Not His Simplicity" / "A Bunch Of Thyme"
- 1983 "The Fields of Athenry" / "A Bunch of Thyme"
- 1984 "The Old Refrai"
- 1984 "My Lovely Rose of Clare"
- 1984 "The Fields Of Athenry" / "The Town I Loved So Well"
- 1994 "Thank You Jack" / "When New York Was Irish"

### Antologier og andet
- 1965 Live at the Embankment – diverse kunstnere, bl.a. Danny Doyle m.fl.
- 1967 The Gatecrashers – diverse kunstnere, bl.a. Danny Doyle m.fl.
- 1972 There are no strangers here... – diverse kunstnere. Bl.a. Chris Henshaw & The McTaggarts m.fl.
- 1983 RTÉ's Festival Folk – Volume 2 – diverse kunstnere, bl.a. Dublin City Ramblers (med efterfølgende The Dubliners medlem Patsy Watchorn) og The Fureys
- 1983 RTÉ's Festival Folk – Volume 3 various – diverse kunstnere, bl.a. Dublin City Ramblers (med efterfølgende The Dubliners medlem Patsy Watchorn) og The Fureys
- 1988 Dublin Songs – Diverse kunstnere, bl.a. The Dubliners, The Fureys, Jim McCann, Christy Moore m.fl.
- 1994 Irish Football Songs

### Gæsteoptrædener
- 1984 The Dubliners – Visions of Ireland – The Dubliners,, Reilly som gæsteoptrædende
- 1987 25-Years Celebration – The Dubliners, Reilly som gæsteoptrædende
- 2001 Girls Won't Leave The Boys Alone – Cherish the Ladies